# Arques (Pas-de-Calais)
Arques település Franciaországban, Pas-de-Calais megyében. Lakosainak száma 9526 fő (2022. január 1.). Arques Clairmarais, Longuenesse, Saint-Omer, Renescure, Blendecques és Campagne-lès-Wardrecques községekkel határos.

## Népesség
A település népességének változása:
| Lakosok száma | 9936 | 9932 | 9987 | 9753 | 9654 | 9584 | 9521 | 9655 | 9526 |
|               | 2013 | 2015 | 2016 | 2017 | 2018 | 2019 | 2020 | 2021 | 2022 |